# Amt Tollensetal

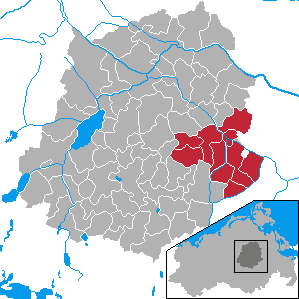
Amt Tollensetal im Landkreis Demmin

Im Amt Tollensetal im ehemaligen Landkreis Demmin in Mecklenburg-Vorpommern mit Sitz in der Gemeinde Burow waren von 1992 bis 2004 die zehn Gemeinden Bartow, Breest, Burow, Gnevkow, Golchen, Grapzow, Grischow, Gültz, Siedenbollentin und Werder zur Erledigung ihrer Verwaltungsgeschäfte zusammengeschlossen. Es war benannt nach dem Fluss Tollense.
Am 1. Januar 2005 fusionierte das Amt mit den Gemeinden des ehemaligen Amtes Kastorfer See und der bis dahin amtsfreien Stadt Altentreptow zum neuen Amt Treptower Tollensewinkel.